# Старо-Кусково
Старо-Ку́сково (рос. Старо-Кусково) — присілок у складі Асінівського району Томської області, Росія. Входить до складу Новокусковського сільського поселення.
Стара назва — Старокусково.

## Населення
Населення — 128 осіб (2010; 122 у 2002).
Національний склад (станом на 2002 рік):
- росіяни — 89 %